# Mirko Pieri
Mirko Pieri (Grosseto, 24 luglio 1978) è un allenatore di calcio ed ex calciatore italiano, di ruolo difensore.

## Caratteristiche tecniche

### Giocatore
Terzino sinistro, poteva essere schierato come esterno alto. Duttile tatticamente, era in grado di giocare su entrambe le fasce ed era abile sia in fase di spinta che in fase di copertura.
Nel suo periodo alla Sampdoria, una delle sue principali caratteristiche era di guadagnare rimesse laterali

## Carriera

### Giocatore

#### Inizi
Compie i suoi primi passi nel Casotto Pescatori, per poi approdare nel settore giovanile del Grosseto, squadra della sua città natale, con cui debutta a 17 anni, disputando cinque campionati tra i dilettanti, segnando tre reti in 159 apparizioni.
Nel 2000 passa al Perugia in Serie A, compiendo un salto di quattro categorie. Esordisce con gli umbri il 1º luglio in Perugia-Standard Liegi (1-2), partita di andata valevole per il secondo turno della Coppa Intertoto, sostituendo Mauro Milanese a pochi istanti dal termine. L'esordio in Serie A arriva il 1º ottobre contro il Lecce (la partita terminerà 1-1).

#### Il passaggio all'Udinese e l'approdo alla Sampdoria
In seguito, nell'estate 2001, viene acquistato dall'Udinese. Il 24 settembre 2003 debutta in Coppa UEFA, scendendo da titolare nell'incontro vinto 0-1 contro l'Austria Salisburgo, valido per l'incontro di andata del primo turno della competizione. Mette a segno la sua prima rete tra i professionisti l'11 gennaio 2006 in Udinese-Atalanta (3-1), partita di ritorno degli ottavi di finale della Coppa Italia.
Il 7 luglio 2006 viene ceduto in compartecipazione alla Sampdoria insieme al compagno di squadra Fabio Quagliarella, nell'ambito dell'operazione che porta Salvatore Foti all'Udinese. Partito titolare sotto la guida di Novellino, perde in seguito il posto in favore prima di Pietro Accardi e poi di Christian Zenoni, normalmente utilizzato sulla fascia opposta.
Termina l'annata con 33 presenze. Il 19 giugno 2007 viene rinnovata la compartecipazione tra le due società.
Con l'arrivo di Mazzarri sulla panchina dei liguri diventa stabilmente titolare, scendendo in campo in 38 occasioni, disputando una buona annata. Il 25 giugno 2008 la compartecipazione viene risolta a favore della società blucerchiata. Il 22 luglio prolunga il suo contratto fino al 2010.

#### Livorno e il ritorno al calcio giocato
Il 10 luglio 2009 passa a titolo definitivo al Livorno, firmando un contratto triennale. Conclude la stagione - terminata con la retrocessione in Serie B degli amaranto - con 26 presenze, di cui due in Coppa Italia. Resta con i labronici anche le due successive stagioni, venendo ripetutamente bloccato da infortuni.
Il 30 giugno 2012 scade il contratto che lo legava alla società toscana, rimanendo svincolato.
Rimasto senza squadra, al termine della chiusura del calciomercato invernale decide di ritirarsi dall'attività agonistica.
Dopo due anni di inattività, il 31 agosto 2014 viene tesserato dal Camaiore, società militante nel girone A di Eccellenza Toscana. Esordisce con i toscani il 7 settembre nell'incontro di Coppa Toscana vinto 4-0 contro il Pietrasanta. Il 2 dicembre 2015 appende gli scarpini al chiodo.

### Allenatore
Il 26 luglio 2013 gli viene affidata la panchina degli Allievi Nazionali del Grosseto. Il 2 dicembre 2015 entra nello staff tecnico del Modena. L'11 luglio 2016 viene nominato tecnico dei Giovanissimi Elite del Capezzano. Nel 2017 passa sulla panchina del Camaiore, in Promozione. Ritorna in Maremma nel 2020 alla guida della Berretti del Grosseto per una stagione. Successivamente passa ad allenare la Virtus Maremma, società calcistica di Ribolla attiva esclusivamente a livello giovanile.

## Statistiche

### Presenze e reti nei club
Statistiche aggiornate all'8 novembre 2015.
| Stagione         | Squadra          | Campionato       | Campionato | Campionato | Coppe nazionali | Coppe nazionali | Coppe nazionali | Coppe continentali | Coppe continentali | Coppe continentali | Altre coppe | Altre coppe | Altre coppe | Totale | Totale |
| Stagione         | Squadra          | Comp             | Pres       | Reti       | Comp            | Pres            | Reti            | Comp               | Pres               | Reti               | Comp        | Pres        | Reti        | Pres   | Reti   |
| ---------------- | ---------------- | ---------------- | ---------- | ---------- | --------------- | --------------- | --------------- | ------------------ | ------------------ | ------------------ | ----------- | ----------- | ----------- | ------ | ------ |
| 1995-1996        | Grosseto         | Ecc.             | 20         | 0          | -               | -               | -               | -                  | -                  | -                  | -           | -           | -           | 20     | 0      |
| 1996-1997        | Grosseto         | Prom.            | 30         | 0          | -               | -               | -               | -                  | -                  | -                  | -           | -           | -           | 30     | 0      |
| 1997-1998        | Grosseto         | Ecc.             | 30+3       | 0          | CI-Dil          | 4               | 0               | -                  | -                  | -                  | -           | -           | -           | 37     | 0      |
| 1998-1999        | Grosseto         | CND              | 34         | 2          | CI-Dil          | 3               | 0               | -                  | -                  | -                  | -           | -           | -           | 37     | 2      |
| 1999-2000        | Grosseto         | CND              | 33         | 1          | CI-D            | 2               | 0               | -                  | -                  | -                  | -           | -           | -           | 35     | 1      |
| Totale Grosseto  | Totale Grosseto  | Totale Grosseto  | 147+3      | 3          |                 | 9               | 0               |                    | -                  | -                  |             | -           | -           | 159    | 3      |
| 2000-2001        | Perugia          | A                | 33         | 0          | CI              | 2               | 0               | Int                | 1                  | 0                  | -           | -           | -           | 36     | 0      |
| 2001-2002        | Udinese          | A                | 23         | 0          | CI              | 3               | 0               | -                  | -                  | -                  | -           | -           | -           | 26     | 0      |
| 2002-2003        | Udinese          | A                | 24         | 0          | CI              | 2               | 0               | -                  | -                  | -                  | -           | -           | -           | 26     | 0      |
| 2003-2004        | Udinese          | A                | 14         | 0          | CI              | 2               | 0               | CU                 | 2                  | 0                  | -           | -           | -           | 18     | 0      |
| 2004-2005        | Udinese          | A                | 15         | 0          | CI              | 5               | 0               | CU                 | 0                  | 0                  | -           | -           | -           | 20     | 0      |
| 2005-2006        | Udinese          | A                | 14         | 1          | CI              | 5               | 2               | UCL+CU             | 0+1                | 0                  | -           | -           | -           | 20     | 3      |
| Totale Udinese   | Totale Udinese   | Totale Udinese   | 90         | 1          |                 | 17              | 2               |                    | 3                  | 0                  |             | -           | -           | 110    | 3      |
| 2006-2007        | Sampdoria        | A                | 24         | 0          | CI              | 9               | 0               | -                  | -                  | -                  | -           | -           | -           | 33     | 0      |
| 2007-2008        | Sampdoria        | A                | 32         | 0          | CI              | 2               | 0               | Int+CU             | 2+4                | 0                  | -           | -           | -           | 38     | 0      |
| 2008-2009        | Sampdoria        | A                | 32         | 0          | CI              | 5               | 0               | CU                 | 6                  | 0                  | -           | -           | -           | 43     | 0      |
| Totale Sampdoria | Totale Sampdoria | Totale Sampdoria | 88         | 0          |                 | 16              | 0               |                    | 12                 | 0                  |             | -           | -           | 116    | 0      |
| 2009-2010        | Livorno          | A                | 24         | 0          | CI              | 2               | 0               | -                  | -                  | -                  | -           | -           | -           | 26     | 0      |
| 2010-2011        | Livorno          | B                | 19         | 0          | CI              | 1               | 0               | -                  | -                  | -                  | -           | -           | -           | 20     | 0      |
| 2011-2012        | Livorno          | B                | 10         | 0          | CI              | 2               | 0               | -                  | -                  | -                  | -           | -           | -           | 12     | 0      |
| Totale Livorno   | Totale Livorno   | Totale Livorno   | 53         | 0          |                 | 5               | 0               |                    | -                  | -                  |             | -           | -           | 58     | 0      |
| 2014-2015        | Camaiore         | Ecc.             | 27+2       | 0          | CI-Dil          | 2               | 0               | -                  | -                  | -                  | -           | -           | -           | 31     | 0      |
| 2015-2016        | Camaiore         | Ecc.             | 7          | 0          | CI-Dil          | 2               | 0               | -                  | -                  | -                  | -           | -           | -           | 9      | 0      |
| Totale Camaiore  | Totale Camaiore  | Totale Camaiore  | 34+2       | 0          |                 | 4               | 0               |                    | -                  | -                  |             | -           | -           | 40     | 0      |
| Totale carriera  | Totale carriera  | Totale carriera  | 450        | 4          |                 | 53              | 2               |                    | 16                 | 0                  |             | -           | -           | 519    | 6      |

## Palmarès

### Giocatore
- Promozione Toscana: 1

Grosseto: 1996-1997